# Youngstown Bears 1946-1947
La stagione 1946-47 degli Youngstown Bears fu la 2ª e ultima nella NBL per la franchigia.
Gli Youngstown Bears arrivarono sesti nella Eastern Division con un record di 12-32, non qualificandosi per i play-off.

## Roster
| N° | Naz.                   | Ruolo | Sportivo        | Anno | Alt. | Peso |
| -- | ---------------------- | ----- | --------------- | ---- | ---- | ---- |
|    | Stati Uniti (bandiera) | GA    | Milt Ticco      | 1922 | 191  | 93   |
|    | Stati Uniti (bandiera) | GA    | Charlie Joachim | 1920 | 188  | 83   |
|    | Stati Uniti (bandiera) | AC    | Bernie Mehen    | 1918 | 193  | 84   |
|    | Stati Uniti (bandiera) | G     | Paul Herman     | 1921 | 185  | 79   |
|    | Stati Uniti (bandiera) | GA    | Charlie Butler  | 1920 | 188  | 75   |
|    | Stati Uniti (bandiera) | C     | Bill Sattler    | 1916 | 203  | 89   |
|    | Stati Uniti (bandiera) | C     | Bill Farrow     | 1918 | 193  | 90   |
|    | Stati Uniti (bandiera) | G     | Frank Shannon   | 1917 | 180  | 81   |
|    | Stati Uniti (bandiera) | G     | Red Mihalik     | 1916 | 183  | 82   |
|    | Stati Uniti (bandiera) | G     | Ed Moeller      | 1919 | 183  | 79   |
|    | Stati Uniti (bandiera) | G     | John Bosak      | 1922 | 191  | 84   |
|    | Stati Uniti (bandiera) | GA    | Wilbur Schu     | 1922 | 191  | 86   |
|    | Stati Uniti (bandiera) | AC    | Jack Mills      | 1918 | 191  | 95   |
|    | Stati Uniti (bandiera) | GA    | Dutch Kramer    | 1922 | 191  |      |
|    | Stati Uniti (bandiera) | GA    | Emil Sotnyk     | 1921 |      |      |
|    | Stati Uniti (bandiera) | AC    | Irv Brenner     | 1913 | 191  | 91   |

## Staff tecnico
- Allenatore: Frank Shannon